# Insurgencia en Filipinas
La insurgencia en Filipinas suele clasificarse en dos grupos: la comunista (rebelión comunista en Filipinas liderada por el grupo Nuevo Ejército del Pueblo) y la islamista (centrada en la región de Mindanao Musulmán bajo la denominación de conflicto moro). La insurgencia en las Filipinas se refiere a los conflictos entre grupos rebeldes y el gobierno de Filipinas y sus partidarios. Aunque las organizaciones rebeldes existían antes de la década de 1960, la insurgencia armada comenzó en 1969.
El partido comunista apareció por primera vez en las Filipinas en la década de 1930 como el Partido Komunista ng Pilipinas (Partido Comunista de las Filipinas). En 1948 tras la Segunda Guerra Mundial varios grupos rebeldes instigaron la rebelión Hukbalahap en contra del gobierno, los llamados Huk alcanzaron a tener 50.000 combatientes y resistieron hasta 1954. La organización fue reformada en 1968 y el Nuevo Ejército Popular (NPA) fue establecido en 1969, está activo en las islas de Luzón, Samar, Leyte y las regiones autónomas musulmanas de Mindanao, Surigao y Agusan. Desde la década de 1960, la Academia de Policía ha luchado en las diferentes provincias en las Filipinas y se ha cobrado cerca de 120.000 a 160.000 muertes en el conflicto y más de dos millones de refugiados.
Entre los años 1960 y 1980, las organizaciones separatistas como el Frente Moro de Liberación Nacional y el Frente Moro de Liberación habían surgido, con el conflicto en sus raíces a principios del 1900 con la rebelión Moro. Estos grupos operan principalmente en las islas de Mindanao, Palawan y el archipiélago de Sulu y otras islas vecinas. Estos grupos han estado luchando desde 1960. En el año 2000, el presidente Joseph Estrada declaró una guerra total contra el MILF y después de intensos combates, 43 campamentos menores, 13 campos más importantes, incluyendo la sede del MILF, el campamento de Abu Bakar cayeron. Hashim Salamat huyó del país y buscó refugio en Malasia. El 10 de julio de 2000, el presidente Estrada levantó la bandera de Filipinas en Mindanao, lo que significaba la victoria. Durante el año 2001, las palmas dos secuestros se producen encabezados por el grupo Abu Sayyaf y se secuestraron a varios norteamericanos, en la misión de rescate algunos rehenes murieron. 
La insurgencia islámica en Filipinas es un conflicto armado en Mindanao y el Mar de Sulu luchado por el Frente Moro de Liberación Islámica (MILF), el Frente Moro de Liberación Nacional y el Abu Sayyaf en contra del gobierno nacional. El conflicto comenzó a fines del decenio de 1960 cuando comenzó la lucha contra el Frente Moro para una patria musulmana (Bangsamoro), que incluye la porción sur de Mindanao, el archipiélago de Sulu y Palawan. Para enfrentar a estos grupos el gobierno filipino ha contado con el apoyo de los EE. UU. (Operación Libertad Duradera - Filipinas). A este conflicto se le conoce por el nombre de conflicto Moro.